# Acheliderma planum
Acheliderma planum är en svampdjursart som först beskrevs av Topsent 1927.  Acheliderma planum ingår i släktet Acheliderma och familjen Acarnidae. Inga underarter finns listade i Catalogue of Life.